# Apoptygma Berzerk
Gli Apoptygma Berzerk, anche conosciuti con l'abbreviazione APB o APOP, sono un gruppo di musica elettronica norvegese di ispirazione synthpop. Hanno vinto awards e top-10 in Germania e Scandinavia. Gli Apoptygma Berzerk hanno fatto tour in Europa, Nord America e Israele con band come i VNV Nation, Unheilig, Beborn Beton e gli Icon of Coil.

## Storia
Il nome "Apoptygma Berzerk", ha sia un significato costruito che nessun significato, dipende dalle interviste che si leggono. Il Front-man e membro originale del gruppo Stephan Groth dichiara che questo nome fu preso a caso da un dizionario. Apoptygma è un vecchio termine greco che indica la piega di un indumento femminile. Il nome della band è pronunciato di solito così a-pop-tig-ma come in greco.
La band, i cui testi sono in inglese, fu formata da Groth e Jon Erik Martinsen nel 1989. Registrarono alcuni demo, incluso Victims of Mutilation. Jon Erik lasciò la band poco dopo sentendosi a disagio per la direzione della musica presa dalla band.

## Stile
I primi due album, Soli Deo Gloria e 7, rappresentano lo stile originario della band, un ottimo incontro fra Synthpop ed EBM. Con Welcome to Earth il sound della band si allontana leggermente da quelli precedenti, proponendo brani sperimentali con forti influenze dalla Techno underground e soprattutto dalla Trance, dando inizio al cosiddetto Futurepop. Harmonizer del 2002 mantiene un sound simile al precedente, ma più orientato verso l'electropop, mentre l'album successivo You and Me Against the World rappresenta un cambiamento totale nello stile della band. Vi è un suono più orientato verso il rock, e segna il completo distacco dal loro suono tradizionale e dalle radici EBM della band. Nel 2009 esce Rocket Science, un album come quello precedente, incentrato su sonorità Alternative Rock.
Molti album hanno un pezzo nascosto che può essere ascoltato mandando avanti velocemente dopo molti minuti di silenzio nell'ultimo pezzo dell'album. Per esempio su 7, è presente un remix di Nonstop Violence dopo Love Never Dies (Part II).
La band ha anche parecchie cover song in alcuni dei loro album. Per esempio su 7 c'è la cover di Electricity degli OMD mentre You and Me Against the World ha una cover di Cambodia di Kim Wilde. Hanno anche fatto una cover di Enjoy the Silence dei Depeche Mode.

## Formazione

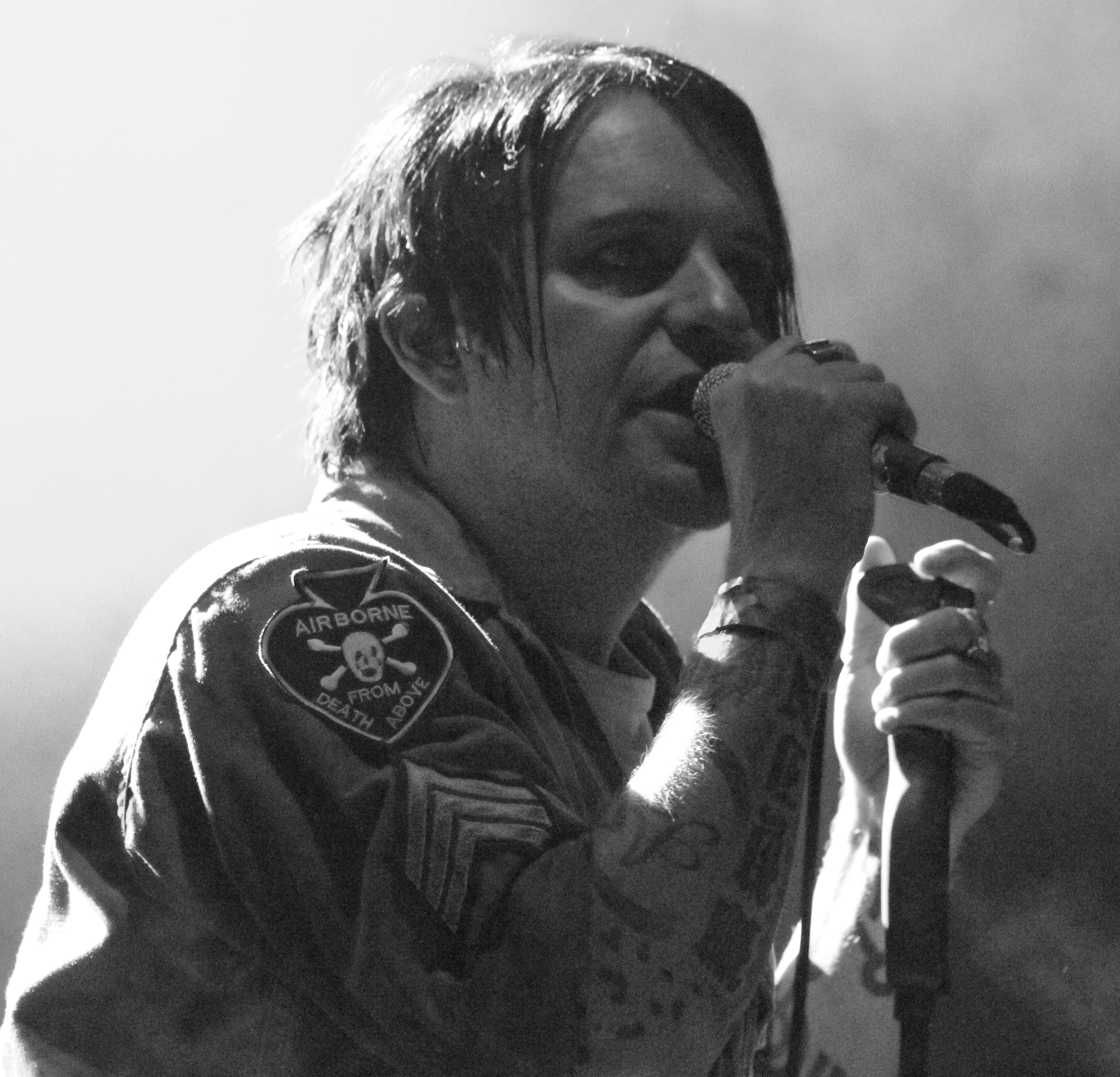
Stephan Groth (Wave-Gotik-Treffen 2014)

- Stephan Groth (STP), (Grothesk) - front-man e membro originale, responsabile principale del sounde dei "APB"
- Geir Bratland - pianoforte
- Fredrik Brarud - batteria
- Audun Stengel (Angel) - chitarra
- Anders Odden - chitarra (si riunì alla band nel 2004 dopo averla lasciata alcuni anni prima per seguire dei progetti personali)
- Jon Erik Martensen - ex membro 1989-90 e coautore di Harmonizer
- Per Aksel Lundgreen - ex membro e pianoforte live 1991-1994 e coautore di "Wrack'em To Pieces" e di "Electronic Warfare". Responsabile per la promozione e le prenotazioni della band dal 1991 al 1994.

## Discografia

### Demo
- Victims Of Mutilation (Cassette) 1990 Slusk Records. First 20 copies numbered.

### Album in studio
- Soli Deo Gloria (1993)
- 7 (1996)
- Welcome to Earth (2000)
- Harmonizer (2002)
- You and Me Against the World (2006)
- Rocket Science (2009)
- Exit Popularity Contest (2016)
- SDGXXV (2019)

### Album dal vivo
- APBL98 (1999)
- APBL2000 (2001)
- APBL2000 (Deluxe Edition) (2007)
- APBL2009 Imagine there`s no Lennon (2010)

### Singoli
- Ashes to Ashes 12" (1991)
- Bitch (1993)
- Deep Red (1994)
- Non Stop Violence (1995)
- Paranoia (1998)
- Eclipse (1999)
- Kathy's Song (2000)
- Kathy's Song 12" I. (2000)
- Kathy's Song 12" II. (2000)
- Until The End Of The World I. (2002)
- Until The End Of The World II. (2002)
- UTEOTW Vinyl (2002)
- Suffer In Silence (2002)
- Suffer In Silence Trance Remixes (2002)
- Suffer In Silence 12" (2002)
- In This Together (2005)
- Shine On (2006)
- Love To Blame (2006)
- Cambodia (2006)
- Apollo (2009)
- Green Queen (2010)
- Major Tom (2013)
- Stop Feeding The Beast (2014)
- Videodrome (2015)
- Xenogenesis (2016)
- U.T.E.O.T.W. Flexi 7' (2016)
- SDGXXV EP (2018)
- SDGXXV EP II (2019)
- Deep Red 7" (2019)
- Nein Danke! (2020)

### DVD e VHS
- APBL2000 (2001)
- The Harmonizer DVD (2004)
- Imagine There's No Lennon DVD (2010)

### Side projects
- Germ, Ice Eyes on the Stretch (intro) (1992) (Traccia realizzata per la compilation "Sex, Drugs & EBM" con il chitarrista dei Cadaver Anders Odden.)
- Germ, 3-track Ultra Limited Demo (Cassette only - 10 numbered and signed copies!)
- TB-Moonchild, Divine Penetration [CDS] (1994) ("Hard hitting monotony trance")
- H2O, Dre:amseller [CDS] (1994) ("Chilled out trance/ambient" with Geir Bratland)
- H2O, Fahrenheit [CDS] (1995)
- Acid Queen, Bing [EP] (1995)
- Acid Queen, Tranzania (1998) (DJ Applepie (Christian Grimshei), contributions from Jon Erik Martinsen)
- Total Transformation, In Thru Out (1996) ("techno/trance")
- Bruderschaft, Forever [CDS] (2003) (Futurepop dreamteam with DJ Rexx Arkana, Ronan Harris of VNV Nation, Sebastian Komor of Icon of Coil and Joakim Montelius of Covenant)
- Fairlight Children, Before You Came Along [MCD] (2004)
- Fairlight Children, 808 Bit (2004)
- The Kovenant, Angel joining this band in 2000 and Geir Bratland in 2003.

### Progetti solisti
- Angst Pop - Ødipus Rex and Panic At T.C.F. (CD on "Sex, Drugs & EBM Sampler) 1992 (former APB keyboardist Per Aksel Lundgreen)
- Angst Pop - Ødipus Rex (Video Version) CD on "Melt Compilation" 1994 (former APB keyboardist Per Aksel Lundgreen)
- Angst Pop - Viva Ta Vie CD on "Electronic Youth Vol. 3" 1994 (former APB keyboardist Per Aksel Lundgreen)
- Cronos Titan, Brides of Christ CD (1995) (former APB keyboardist Per Aksel Lundgreen)
- Cronos Titan, The Gregoraveian EP [EP] (1996) (former APB keyboardist Per Aksel Lundgreen)
- Chinese Detectives - Situation CD-single 1995 (former APB keyboardist Per Aksel Lundgreen)
- Chinese Detectives - Where Do The Boys Go? CD-single 1995 (former APB keyboardist Per Aksel Lundgreen)
- Chinese Detectives - You Think You're A Man CD-Single 1996 (former APB keyboardist Per Aksel Lundgreen)
- Chinese Detectives - Hit That Perfect Beat CD-Single Promo Only 1999 (former APB keyboardist Per Aksel Lundgreen)
- Chinese Detectives - Are Kisses Out Of fashion? CD 1999 (former APB keyboardist Per Aksel Lundgreen)
- Sweep, Sweepeepee (1997) (Jon Erik Martinsen)
- Sweep, Emptiness, Your Loneliness (2001) (Jon Erik Martinsen)
- Sweep, Miss You (2002) (Jon Erik Martinsen)
- Sweep, Two Players (2003) (Jon Erik Martinsen)

Sources:  apoptygmaberzerk.de (archiviato dall'url originale il 25 gennaio 2010).,  the berzerk web (archiviato dall'url originale il 17 dicembre 2005), and  the official German fanpage..